# Xargs
xargs (скорочення від «extended arguments») — це команда в Unix-подібних операційних системах яка використовується для конструювання та виконання команд з аргументами, які були отримані з stdin.
Команди командного рядка можуть приймати дані декількома способами. Деякі, такі як grep і awk, можуть приймати вхідні дані як аргументи командного рядка, так і з стандартного введення. Однак інші, такі як cp і echo можуть приймати лише як аргументи. Тому, коли є потреба в скрипті перетворити набір даних який виводить одна команда, в набір аргументів для іншої, або послідовність команд, для цього підходить xargs.
Для Microsoft Windows була портована версія GNU xargs, та є складовою колекції UnxUtils для Win32. Основний перепис під назвою wargs є частиною проекту TextTools з відкритим кодом. Також команда була портована в операційну систему IBM i.

## Приклади

### Запобігання переповнення загальної довжини команди
Одним з розповсюджених випадків використання команди xargs є видалення списку файлів за допомогою команди rm . Системи POSIX мають обмеження на максимальну загальну довжину команди.
Це обмеження дуже легко переповнити, наприклад якщо в каталозі /path/ дуже багато файлів, і ми спробуємо виконати команду
```
$ 
rm
 
/path/*

```

Оболонка спробує розкрити /path/* в довжелезний рядок /path/file1 /path/file2 …, — і команда може завершитися помилкою з повідомленням про помилку «Argument list too long» (укр. Список аргументів задовгий)
Це можна переписати за допомогою команди xargs:
```
$ 
find
 
/path
 
-type
 
f
 
-print
 
|
 
xargs
 
rm

```

У наведеному прикладі утиліта find видасть в stdout список файлів як текст, перенаправить цей список в stdin xargs. Потім xargs розбиває цей список на підсписки та викликає rm один раз для кожного підсписку.

### Паралелізм
Деякі реалізації xargs також можна використовувати для розпаралелювання операцій, та обмежувати кількість потоків (підпрограм) за допомогою аргументу -P maxprocs. У наведеному нижче прикладі буде породжено 24 процеси /cpu/bound/process, кожен з яких отримує один файл як аргумент, та буде обробляти його, і після того як який-небудь з процесів закінчить свою роботу, то він звільнить місце в наборі з 24 процесів, то xargs запустить новий процес.
```
$ 
find
 
/path
 
-name
 
'*.foo'
 
|
 
xargs
 
-P
 
24
 
/cpu/bound/process

```

Схожий функціонал пропонує утиліта GNU Parallel.
Застереження: якщо в іменах файлів, які обробляються, присутні такі символи як пробіл, кома, перенос рядка тощо — то це може призвести до непередбачуваної поведінки. Такі утілити як find, locate, grep і xargs мають опції -0 (або еквівалентно --null) для таких випадків.